# Maxilly-sur-Saône
Maxilly-sur-Saône é uma comuna francesa na região administrativa da Borgonha-Franco-Condado, no departamento de Côte-d'Or. Estende-se por uma área de 7,89 km². Em 2010 a comuna tinha 362 habitantes (densidade: 45,9 hab./km²).